# Les males herbes
Les males herbes (títol original en francès: Les Herbes folles) és una pel·lícula francoitaliana dirigida per Alain Resnais el 2008 i presentada el 4 novembre de 2009 en competició oficial al 62è Festival Internacional de Cinema de Canes, on el seu realitzador va obtenir un Premi especial del Jurat per la seva carrera artística. En la 57a edició dels Premis Sant Jordi de Cinematografia André Dussollier va guanyar el premi al millor actor estranger. Aquesta pel·lícula ha estat doblada al català.

## Sinopsi
A Margaret Muir li roben una bossa d'una botiga del Palais-Royal. El lladre tira el contingut en un estacionament d'un centre comercial de L'Haÿ-les-Roses i Georges Palet el recull al peu del seu cotxe. Comença llavors en la imaginació de George una història d'amor absurd i surrealista, que ho porta a assetjar amb les cartes i trucades telefòniques a Marguerite, que ella rebutja amb prudència.

## Repartiment
- André Dussollier: Georges Palet.
- Sabine Azéma: Marguerite Muir.
- Anne Consigny: Suzanne, l'esposa de Georges.
- Emmanuelle Devos: Josépha, dentista col·lega de Marguerite.
- Mathieu Amalric: Bernard de Bordeaux, un policia.
- Michel Vuillermoz: Lucien d'Orange, un altre policia.
- Édouard Baer: narrador.

## Recepció
La pel·lícula va ser presentada per primera vegada al 62è Festival Internacional de Cinema de Canes, i va obtenir un premi especial del jurat per Alain Resnais com a "premi a l'èxit de tota la vida per la seva obra i una contribució excepcional a la història del cinema". Quan el film es va estrenar a França el novembre de 2009, les crítiques eren predominantment favorables, fent referència freqüent a l'originalitat i la joventut d'aquesta obra d'un director de 87 anys. La reacció del públic va ser més variada, però la pel·lícula va aconseguir més de 380.000 vendes d'entrades en les seves quatre primeres setmanes de distribució. La pel·lícula va aconseguir fins a 572.000 entrades a Europa.
Als premis César de 2010, Les maels herbes va ser nominada a quatre premis entre els quals hi havia la millor pel·lícula i la millor cinematografia.
Les reaccions a la pel·lícula entre els crítics en anglès van indicar una valoració més polaritzada, amb un contrast entre els que no estaven convençuts sobre la coherència o la importància de la història i els que assaborien el seu sentit de l'humor i la invenció cinematogràfica. Roger Ebert va considerar la pel·lícula una "pel·lícula de jove realitzada amb tota una experiència de vida" i la va anomenar un "plaer visual".
No totes les revisions eren mixtes, però. Keith Uhlich, de Time Out Nova York, la considerar la millor pel·lícula de 2010: "El romanç perseguidor d'Alain Resnais es confon brillantment a cada pas. El passatge final descarat ho fa des de la declaració còmica a la còsmica, quins bojos gloriosos som els mortals".